# Merville (Nord)
Merville è un comune francese di 8 845 abitanti situato nel dipartimento del Nord nella regione dell'Alta Francia.
Il suo territorio comunale ospita la confluenza della Clarence nel Lys.

## Società

### Evoluzione demografica
Abitanti censiti